# Sigfrid Almquist
Sigfrid Oskar Immanuel Almquist, född 15 februari 1844 i Stockholm, död 18 oktober 1923, var en svensk skolman, läroboksförfattare och botaniker. Han var sonson till Eric Abraham Almquist och bror till Ernst Almquist.

## Biografi
Almquist blev student vid Uppsala universitet 1862 och filosofie doktor 1869. Han var 1870–1880 lärare vid Beskowska skolan och 1880–1909 lektor i naturalkemi vid Högre realläroverket i Stockholm. Almquist förordnades till rektor där 1891, vilket han var till 1906. Han var lärare vid Högre lärarinneseminariet åren 1875–1892. Almquist gjorde sig känd genom sina stora kunskaper i naturvetenskapen samt utarbetade flera läroböcker. Han utgav tillsammans med Thorgny Krok Svensk flora för skolor I. Fanerogamer (1883; första upplagan), II. Kryptogamer (1886; första upplagan). Hans botanisk-vetenskapliga verksamhet har varit riktat på utredandet av de så kallade kritiska växtsläktena inom svenska floran. Almquist visade även intresse för pedagogiska och andra samhällsfrågor samt var ordförande i Pedagogiska sällskapet.
Sigfrid Almquist var son till sedermera kyrkoherden i Skogstibble Oskar Almquist och hans hustru Johanna Johansson.  var gift med Sofi Almquist, även hon läroboksförfattare och skolföreståndare. Hon grundade Almquistska samskolan på Nybrogatan 19–21 i Stockholm, som hon ledde till 1915.
Auktorsnamnet Almq. kan användas för Sigfrid Almquist i samband med ett vetenskapligt namn inom botaniken; se Wikipediaartiklar som länkar till auktorsnamnet.